# 娄县 (秦朝)
娄县，中国古县名。治所在今江苏省昆山市东北，上海市嘉定区西部亦在娄县境。
娄县秦始置，属会稽郡。西汉高祖六年（前201年），属荆国。高祖十一年（前196年），荆国除，娄县属会稽郡。高祖十二年（前195年），立刘濞为吴王，治荆国旧地，娄县属吴国。景帝四年（前153年），吴国废，立刘非为江都王，治吴国旧地，娄县属江都国 。武帝元狩二年（前121年），江都国废，娄县属会稽郡。新莽时，改娄县为“娄治县”，隶会稽郡。东汉建武十一年（35年），复名娄县，仍属会稽郡。永建四年（129年），分会稽郡置吴郡，娄县属吴郡。三国、晋、宋、南齐娄县属吴郡。梁天监六年（507年），分娄县置信义县，属信义郡，又置信义郡治南沙县（今江苏常熟市西北），以信义县属信义郡；旋裁娄县，并入信义县。